# Філатов Андрій Дмитрович
Андрій Дмитрович Філатов (19 серпня 1912, Харків — 6 червня 1973, Москва) — радянський державний діяч, директор Магнітогорського металургійного комбінату імені В. І. Леніна Челябінської області. Депутат Верховної Ради СРСР 8-го скликання. Член ЦК КПРС у 1971—1973 роках. Герой Соціалістичної Праці (30.03.1971).

## Життєпис
Народився в родині робітника. Жив на Бєлгородщині. Закінчив шість класів семирічної школи. У 1930 році за закликом ЦК ВЛКСМ приїхав на будівництво Магнітогорського металургійного комбінату.
З 1930 по 1931 рік навчався в школі фабрично-заводського учнівства при Магнітогорському металургійному комбінаті, школа розташовувалася в місті Верхньоуральську. У 1931 році закінчив школу ФЗУ, здобув спеціальність апаратника коксохімічного виробництва.
З 1931 року — муляр на будівництві коксових печей Магнітогорського металургійного комбінату. Був десятником на вугільному складі, працював слюсарем, апаратником на коксохімічному виробництві комбінату, а потім перейшов в прокатний цех, працював підручним прокатника. Закінчив вечірнє відділення одного з магнітогорських технікумів, після чого став контрольним майстром.
У 1938 році перейшов у відділі технічного контролю Магнітогорського металургійного комбінату, де працював контролером, заступником начальника дільниці, начальником дільниці. Без відриву від виробництва навчався на вечірньому відділенні Магнітогорського гірничо-металургійного інституту, який закінчив і отримав диплом інженера-металурга в 1944 році.
З 1944 року — начальник дільниці відділу технічного контролю дротяно-штріпсового цеху Магнітогорського металургійного комбінату.
Член ВКП(б) з 1950 року.
У 1950—1951 роках — заступник начальника цеху, в 1951—1960 роках — начальник дротяно-штріпсового цеху Магнітогорського металургійного комбінату.
У 1960—1962 роках — начальник виробничого відділу, заступник головного інженера Магнітогорського металургійного комбінату імені В. І. Леніна Челябінської області.
У 1962—1968 роках — головний інженер Магнітогорського металургійного комбінату імені В. І. Леніна.
У березні 1968 — 6 червня 1973 року — директор Магнітогорського металургійного комбінату імені В. І. Леніна Міністерства чорної металургії СРСР в місті Магнітогорську Челябінської області.
Указом Президії Верховної Ради СРСР від 30 березня 1971 року за видатні успіхи, досягнуті у виконанні завдань п'ятирічного плану із розвитку чорної металургії, Філатову Андрію Дмитровичу надали звання Героя Соціалістичної Праці з врученням ордена Леніна і золотої медалі «Серп і Молот».
Помер 6 червня 1973 року в Москві після хірургічної операції. Похований на Правобережному цвинтарі міста Магнітогорська.

## Нагороди
- Герой Соціалістичної Праці (30.03.1971)
- два ордени Леніна (22.03.1966, 30.03.1971)
- орден Трудового Червоного Прапора (26.12.1952)
- два ордени «Знак Пошани» (30.01.1952, 19.07.1958)
- медаль «За трудову відзнаку»
- медаль «За трудову доблесть» (5.05.1949)
- медаль «За доблесну працю. В ознаменування 100-річчя з дня народження Володимира Ілліча Леніна»
- медалі
- Державна премія СРСР (1969)